# Бриттас
Бриттас (англ. Brittas; ирл. An Briotás) — деревня в Ирландии, находится в графстве Южный Дублин (провинция Ленстер). Бриттас расположена на трассе N81 между Таллой и Блессингтоном в 17 км от центра Дублина на юго-запад.
Название деревни означает или деревянный форт, или форт в лесу. Скорее всего во времена норманского вторжения на месте деревни была укреплённая цитадель:стр.5.
Деревня расположена в широкой долине, на её территории находится два пруда общей площадью 40 акров:стр.5, в 400 метрах южнее деревни протекает одноимённая река. Геологический анализ местности говорит о 10-30 метров слое ледникового наноса, покрывающем твёрдые породы палеозоя (глинистый сланец, кварц и другие). Высоты Seskin, Saggart Hill и Sliabh Tuathal гор Уиклоу закрывают деревню и делают её очень уединённой общиной:стр.5.

## Демография
Население — 154 человека (по переписи 2006 года). В 2002 году население было 174 человека. 
Данные переписи 2006 года:
| Общие демографические показатели |               |                               |                               |      |      |
| Всё население                    | Всё население | Изменения населения 2002—2006 | Изменения населения 2002—2006 | 2006 | 2006 |
| 2002                             | 2006          | чел.                          | %                             | муж. | жен. |
| 174                              | 154           | -20                           | -11,5                         | 83   | 71   |

Жители деревни заняты в сельском хозяйстве, в особенности выращивании мясных пород крупного рогатого скота.